# Circuito cittadino di Zurigo
Il circuito cittadino di Zurigo è un circuito cittadino situato nel centro della città di Zurigo. Viene utilizzato dalle monoposto di Formula E a partire dalla stagione 2018. Il primo ePrix si è tenuto il 10 giugno 2018.

## Tracciato
Il tracciato si compone di 9 curve per un totale di 2.460 metri. Il layout del tracciato, che circonda la zona portuale della città, prende il via dalla  Strandbad Mythenquai per poi avviarsi verso i quartieri bancari del centro della città, fino ad arrivare al rettilineo principale posizionato sulle rive del fiume Limmat.